# Włodary
Włodary (en allemand : Volkmannsdorf) est une localité polonaise de la voïvodie d'Opole, du powiat de Nysa et de la gmina de Korfantów.
De 1975 à 1998, la ville a fait partie administrativement de l'ancienne voïvodie d'Opole.